# Qabatiya
Qabatiya (Arabisch: قباطية) is een Palestijnse stad in het gouvernement Jenin. Qabatiya telt ongeveer 19.000 inwoners.